# 피아노 협주곡 9번 (모차르트)

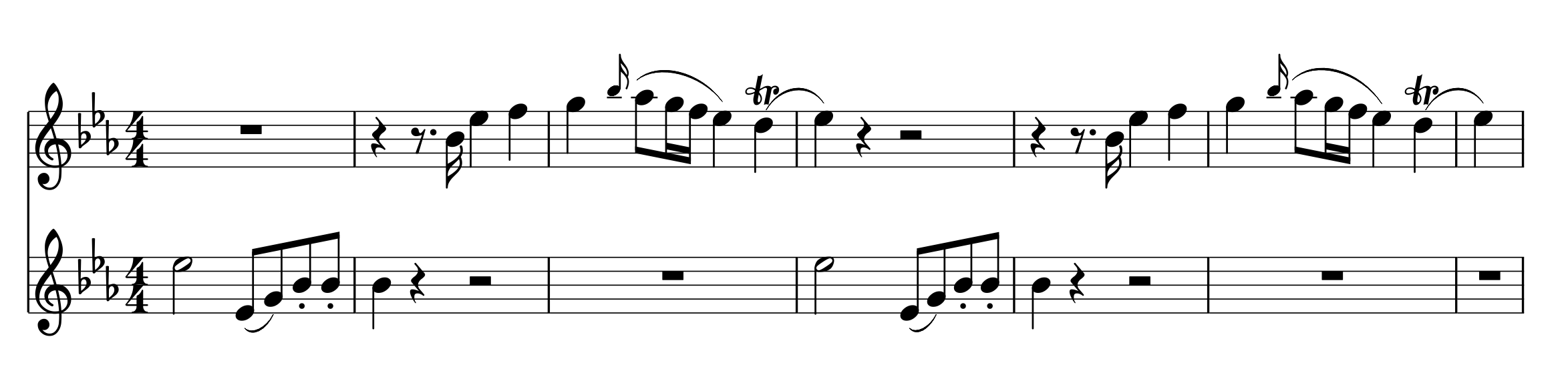

《피아노 협주곡 9번 E-flat 장조 “주놈”》(K. 271)은 볼프강 아마데우스 모차르트가 잘츠부르크에서 1777년에 완성한 피아노 협주곡이다. 모차르트가 21세가 되던 해에 작곡한 이 작품은, 모차르트 연구가인 알프레트 아인슈타인이 '모차르트의 영웅 교향곡'이라고 일컬을 만큼, 그의 최초의 대작으로 손꼽힌다. 특히, 이 협주곡의 경우, 고전 피아노 협주곡들과 달리 피아노가 곡의 첫머리에 등장하는 방식을 처음으로 시도한 것으로 유명하다. 기존 고전 피아노 협주곡은 투티에 의한 주제의 제시 후 피아노가 등장하는 반면, 이 협주곡의 경우 곡의 첫머리부터 피아노가 주제를 제시하는 특징을 가지고, 이는 베토벤 피아노 협주곡 5번 "황제"에서 나타나게 된다.
이 작품은 오래전부터 '주놈'(Jeunehomme)이라는 별명으로 불렸는데, 모차르트가 이 작품을 잘츠부르크를 방문한 프랑스 여류 피아노 연주가였던 '주놈'을 위해 썼기 때문이라고 알려져 왔다. 모차르트 연구가들은 실제로 그녀가 누구인지 밝혀내지 못했으나 최근, 음악학자인 마이클 로렌츠는 그녀가 실제로 '빅투아르 제나미'라는 이름을 가진 사람으로, 모차르트의 친한 친구이자 유명한 무용가였던 장 조르주 노베르의 딸이라는 사실을 밝혀냈다.
독주 피아노, 두 대의 오보에, 두 대의 호른, 그리고 현악(바이올린 두 파트, 비올라, 첼로 및 더블 베이스)의 편성으로 연주된다.
다음과 같은 세 악장으로 구성되어 있다.
1. 알레그로
2. 안단티노
3. 론도 (프레스토)